# Mutagénèse dirigée
La mutagénèse dirigée est l'induction d'une ou plusieurs mutations dans un génome, de façon précise et volontaire. Cette méthode est employée pour modifier les structures de l'ADN, l'ARN et des protéines. Cette technique de biologie moléculaire a été mise au point par Michael Smith en 1978. Apparemment, l’idée de la mutagénèse dirigée lui serait venue au cours d’une conversation avec Clyde Hutchison en 1976 à l’institut de Cambridge en Angleterre, alors qu’il travaillait sur la préparation d’oligonucléotides pour purifier des fragments d’ADN. Cette découverte majeure lui valut le prix Nobel de chimie en 1993 avec Karry Mullis, l’inventeur de la Reaction en Chaine par Polymerase. 

## Principe
Les méthodes de mutagénèse dirigée sont basées sur la réaction en chaine par polymerase (PCR). Les mutations sont introduites à l’aide d’amorces oligonucléotidiques qui sont préalablement synthétisées. Ces amorces sont complémentaires à la séquence sauvage à l’exception des nucléotides qui doivent être mutés. En effet, la PCR n’exige pas une stricte complémentarité entre l’amorce nucléotidique et la séquence d’ADN cible. A la fin de la réaction PCR, les mutations sont introduites dans les produits et peuvent être de trois types, :
1)      Des substitutions : un ou plusieurs nucléotides sont remplacés par un même nombre de nucléotides différents. 
2)      Des insertions : un ou plusieurs nucléotides sont ajoutés à la séquence cible. 
3)      Des délétions : un ou plusieurs nucléotides sont enlevés de la séquence. 
Une des premières approches de mutagénèse dirigée est basée sur l’extension de chevauchement. Des amorces complémentaires sont utilisées pour produire des fragments d’ADN  à extrémités chevauchantes par PCR. Ces fragments sont combinés et leur hybridation permet l’élongation de la région de chevauchement. Les mutations sont introduites de manière spécifique par des changements de nucléotides dans la séquence des amorces. 
En pratique, deux paires d’amorces sont utilisées pour réaliser trois réactions de PCR. Les amorces 1 et 2 portent la mutation dans leur région 5’ et sont complémentaires entre elles. Les amorces 3 et 4 délimitent l’ADN cible à amplifier.  La première PCR est réalisée avec les amorces 2 et 3 et permet d’amplifier la partie gauche de l’ADN cible incluant la région mutée. La deuxième PCR, réalisée avec les amorces 1 et 4, produit la partie droite de l’ADN cible y compris la région mutée. Purifiés, mélangés et dénaturés, les produits de ces deux PCR peuvent s’hybrider par la région mutée qui leur est commune. Une troisième PCR avec les oligonucléotides 3 et 4 permet alors d’obtenir l’ADN cible complet avec la mutation. 
Parmi les autres approches importantes on peut citer la mutagénèse dirigée sur vecteur QuickChange. 
De nombreuses techniques sont possibles, par le biais de la PCR :
- méga amorce
- inverse PCR (IPCR)
- enzymatic inverse PCR (EIPCR)
- recombinant circle PCR (RCPCR)
- recombinant PCR (RPCR)
- PCR interne (PCR I)
- splicing by overlap extension PCR (SOE PCR)[9]
- PCR-ligation-PCR (PLP)